# Lipocosma isola
Lipocosma isola là một loài bướm đêm trong họ Crambidae.